# 李杜軒
李杜軒（1988年4月21日—），曾改名為李秉諺，目前已改回原名，台灣旅日棒球選手，曾效力於福岡軟銀鷹及千葉羅德海洋隊，守備位置是内野手。
高一在穀保家商時即赴日本念書，就讀於岡山共生高校。 
父親為前中華職棒三商虎隊投手、名青棒教練李杜宏，母親則是前中華女子壘球隊國手葉麗珠，胞妹李亞璇 （艾璐）為Uni Girls成員，妹婿為統一獅投手胡智爲。

## 經歷
- 台北市士林區福林國小少棒隊
- 台北市華興中學青少棒隊
- 台北市士林國中壘球隊
- 台北市大理國中青少棒隊
- 臺北縣二重國中青少棒隊
- 臺北縣穀保家商青棒隊
- 日本岡山縣共生高校青棒隊
- 日本職棒福岡軟銀鷹隊（2007年－2015年：正式球員，2016年：育成選手）
- 中華職棒富邦悍將隊自行培訓（2017年5月3日－7月19日）
- 日本職棒千葉羅德海洋隊（2018年－2019年）

## 日本職棒生涯成績
| 年度 | 球隊         | 出賽 | 打數 | 安打 | 全壘打 | 打點 | 盜壘 | 四壞 | 三振 | 壘打數 | 雙殺打 | 打擊率 | 上壘率 | 長打率 | OPS |
| ---- | ------------ | ---- | ---- | ---- | ------ | ---- | ---- | ---- | ---- | ------ | ------ | ------ | ------ | ------ | --- |
| 2012 | 福岡軟銀鷹   | 15   | 29   | 6    | 1      | 3    | 0    | 4    | 8    | －     | －     | 0.207  | 0.303  | 0.414  | －  |
| 2013 | 福岡軟銀鷹   | 43   | 61   | 18   | 3      | 10   | 0    | 10   | 20   | －     | －     | 0.295  | 0.394  | 0.459  | －  |
| 2014 | 福岡軟銀鷹   | 5    | 9    | 1    | 0      | 0    | 0    | 0    | 6    | －     | －     | 0.111  | 0.111  | 0.111  | －  |
| 2018 | 千葉羅德海洋 | 11   | 16   | 3    | 0      | 3    | 0    | 2    | 8    | －     | －     | 0.188  | 0.278  | 0.250  | －  |
| 2019 | 千葉羅德海洋 | －   | －   | －   | －     | －   | －   | －   | －   | －     | －     | －     | －     | －     | －  |
| 合計 | 4年          | 74   | 115  | 28   | 4      | 16   | 0    | 16   | 42   | －     | －     | 0.243  | 0.336  | 0.391  | －  |

## 外部連結
- 李杜軒在台灣棒球維基館上的頁面（繁體中文）